# Cantone di Outreau
Il Cantone di Outreau è una divisione amministrativa dell'arrondissement di Boulogne-sur-Mer.
A seguito della riforma approvata con decreto del 24 febbraio 2014, che ha avuto attuazione dopo le elezioni dipartimentali del 2015, è passato da 2 a 11 comuni.

## Composizione
I 2 comuni facenti parte prima della riforma del 2014 erano:
- Équihen-Plage
- Outreau

Dal 2015 i comuni appartenenti al cantone sono i seguenti 11:
- Condette
- Dannes
- Équihen-Plage
- Hesdigneul-lès-Boulogne
- Hesdin-l'Abbé
- Isques
- Nesles
- Neufchâtel-Hardelot
- Outreau
- Saint-Étienne-au-Mont
- Saint-Léonard